# Daejeon JungKwanJang Red Sparks
Daejeon JungKwanJang Red Sparks (Koreanska: 대전 정관장 레드스파크스) är en professionell volleybollklubb för damer, baserad i staden Daejeon, Södra Chungcheong  i Sydkorea. Klubben grundades 1988 och tävlar sedan 2005 på professionell nivå i V-League, vilken är det högsta serien för volleyboll i Sydkorea. Klubbens hemmaarena heter Chungmu Gymnasium och har en kapacitet på 6 000 åskådare. Laget har blivit mästare tre gånger sedan V-League startades 2005.  

## Historia

### Tidigare namn
- Klubben var tidigare känd som KT&G (Korea Tobacco & Ginseng), men bytte inför säsongen 2010-11  namn till KGC (Korea Ginseng Corporation). Det handlade dock inte om något ägarbyte då Korea Ginseng Corporation är ett dotterbolag till Korea Tobacco & Ginseng. Inför säsongen 2023 bytte klubben namn en andra gång till Daejeon JungKwanJang Red Sparks. Återigen rörde det sig inte om något ägarbyte då JungKwanJang är märket på en av Korea Ginseng Corporations mest sålda produkter[1].

## Meriter
- V-League

Vinnare (3): 2005, 2009−10, 2011−12
- KOVO Cup

Vinnare (2): 2011
Finalister (2): 2007, 2011

## Statistik
| Daejeon JungKwanJang Red Sparks | Daejeon JungKwanJang Red Sparks | Daejeon JungKwanJang Red Sparks | Daejeon JungKwanJang Red Sparks | Daejeon JungKwanJang Red Sparks | Daejeon JungKwanJang Red Sparks | Daejeon JungKwanJang Red Sparks | Daejeon JungKwanJang Red Sparks |
| Liga                            | Säsong                          | Slutspel                        | Grundserie                      | Grundserie                      | Grundserie                      | Grundserie                      | Grundserie                      |
| Liga                            | Säsong                          | Slutspel                        | Placering                       | SM                              | VM                              | FM                              | P                               |
| ------------------------------- | ------------------------------- | ------------------------------- | ------------------------------- | ------------------------------- | ------------------------------- | ------------------------------- | ------------------------------- |
| V-League                        | 2005                            | Vinnare                         | 2                               | 20                              | 15                              | 5                               | 35                              |
| V-League                        | 2005–06                         | Semifinal                       | 3                               | 28                              | 16                              | 12                              | 16                              |
| V-League                        | 2006–07                         | Kvalificerade ej                | 5                               | 24                              | 3                               | 21                              | 3                               |
| V-League                        | 2007–08                         | Semifinal                       | 2                               | 24                              | 17                              | 7                               | 17                              |
| V-League                        | 2008–09                         | Semifinal                       | 2                               | 24                              | 17                              | 7                               | 17                              |
| V-League                        | 2009–10                         | Vinnare                         | 2                               | 28                              | 19                              | 9                               | -                               |
| V-League                        | 2010–11                         | Kvalificerade ej                | 4                               | 24                              | 8                               | 16                              | -                               |
| V-League                        | 2011–12                         | Vinnare                         | 1                               | 30                              | 20                              | 10                              | 33                              |
| V-League                        | 2012–13                         | Kvalificerade ej                | 6                               | 30                              | 5                               | 25                              | 15                              |
| V-League                        | 2013–14                         | Semifinal                       | 3                               | 30                              | 14                              | 16                              | 48                              |
| V-League                        | 2014–15                         | Kvalificerade ej                | 6                               | 30                              | 8                               | 22                              | 26                              |
| V-League                        | 2015–16                         | Kvalificerade ej                | 6                               | 30                              | 7                               | 23                              | 22                              |
| V-League                        | 2016–17                         | Semifinal                       | 3                               | 30                              | 15                              | 15                              | 44                              |
| V-League                        | 2017–18                         | Kvalificerade ej                | 5                               | 30                              | 12                              | 18                              | 35                              |
| V-League                        | 2018–19                         | Kvalificerade ej                | 6                               | 30                              | 6                               | 24                              | 21                              |
| V-League                        | 2019–20                         | Säsongen avbruten               | 4                               | 26                              | 13                              | 13                              | 36                              |
| V-League                        | 2020–21                         | Kvalificerade ej                | 5                               | 30                              | 13                              | 17                              | 39                              |